# 亀塚公園

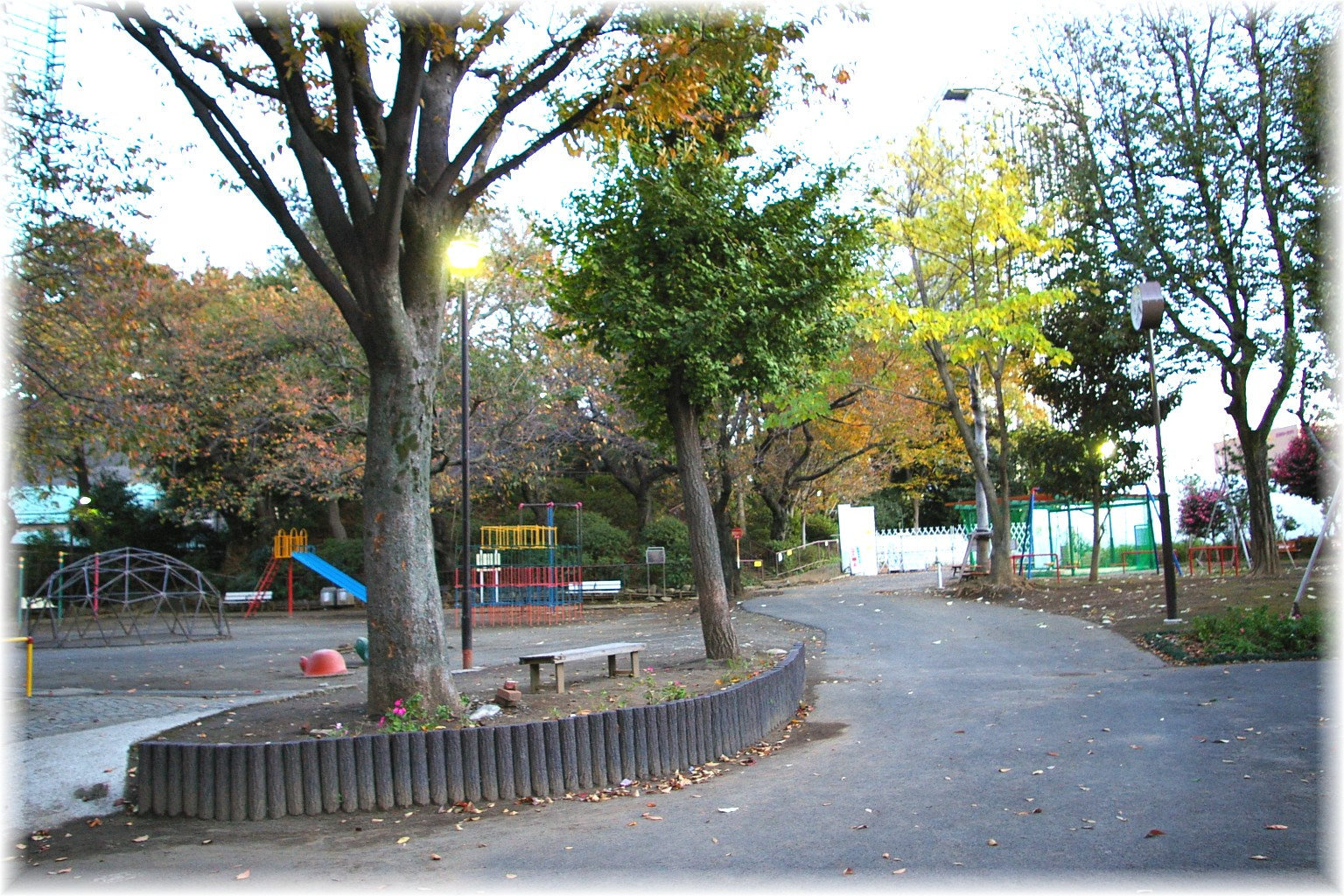
亀塚公園

亀塚公園（かめづかこうえん）は、東京都港区三田四丁目16番20号にある児童公園。隣に済海寺が、また敷地内に亀塚公園前交番（三田警察署管内）がある。　

## 名称の由来
亀塚の名称の由来は複数伝えられている。
- 円墳状の盛り土が存在することによるもの。但し、昭和46年に実施した港区教育委員会と慶應義塾大学文学部との合同調査では副葬品も含めて何も見つかっておらず、古墳であったとは判断できない。
- 竹芝伝説の竹柴の衛士の宅地にあった酒壷の下に住んだ霊亀を土地の人が神にまつったものであるとされるもの。

## 歴史
縄文時代の住居跡が発掘されている。
江戸時代は上野沼田藩土岐伊勢守下屋敷で、明治維新後は皇族華頂宮家が日本橋浜町の元諏訪藩邸跡からここに移る。大正13年同宮家断絶後は一時期内大臣邸となったが昭和8年建物は壊され、昭和20年には空襲により庭園は破壊される。その後公園として整備され昭和27年11月3日港区立亀塚公園として開園するに至る。

## 今日の姿
円墳上部には登ることができ、かつてはそこから360度の方角で東京全体を展望できたが（昭和30年代までは房総半島を視認することが出来たとのこと）、現在は御田八幡神社側に樹木が生い茂り遠望は望めない。華頂宮邸時代の外壁はそのまま存在し、公園を取り囲んでおり独特の雰囲気を醸し出している。
公園内にあるフラーレン型の遊戯具はもともと御田小学校内に敷設されていたものだが、昭和40年代に同所に移設されたものである。公園の南西部のフリー・スペースは、元は防衛庁の官舎群が存在したが、港区に払い下げられ、その維持・管理については地域住民が計画初期から参画するワークショップ方式が採用され運営されている。そうした試みにもかかわらず現在、平日では公園で遊んでいる子供の姿は殆ど見られず閑散としている。

## 関連事項
- 更級日記
- 竹芝物語